# Hard Rico
Hard Rico, pseudonimo di Enrico Pešta (Ostrava, 21 febbraio 2002), è un rapper ceco.

## Biografia
Devil's Son (2021), primo album in studio dell'artista, ha esordito alla 3ª posizione della CZ Albums e al 6º posto della SK Albums, entrambe pubblicate dalla ČNS IFPI.
Nell'aprile 2023 è stato messo in commercio il suo secondo disco di inediti, dal titolo Secret Eyes; fermatosi sul podio sia in Cechia che in Slovacchia, è stato eletto uno dei migliori progetti dell'hip hop ceco dell'anno da Refresher. Inoltre, la title-track, un duetto con Calin, riprende senza permesso il pre-ritornello di Credo di Zivert, traccia contenuta nell'LP di quest'ultima Vinyl #1 (2019).
Il terzo album di Hard Rico, intitolato Global, è stato messo in commercio nell'ottobre 2024, ha mantenuto il controllo della graduatoria ceca e di quella slovacca per tre settimane consecutive. Gli inediti Ghetto romantika (2024) e Mě nedostanou (2025) hanno entrambi toccato il vertice della hit parade ceca; il primo ci è riuscito anche in quella slovacca.

## Discografia

### Album in studio
- 2021 – Devil's Son
- 2023 – Secret Eyes
- 2024 – Global

### EP
- 2020 – Kriminal Mood

### Singoli
- 2020 – Hot16
- 2020 – Karanténa (con Sergei Barracuda)
- 2021 – Deme na poděl
- 2021 – Vareso (con Dollar Prync)
- 2022 – Amnezia
- 2022 – Mám co jsem chtěl
- 2023 – Jednou nohou tam/Go Hard
- 2023 – Save (con Koky)
- 2023 – Brick na brick
- 2024 – Kickin' Doors
- 2024 – Narcos (con Yzomandias)
- 2024 – Ghetto romantyka
- 2025 – Mě nedostanou

## Tournée
- 2023 – Krimi tour
- 2025 – Kriimi tour